# Сабидо, Андрес
Андрес Сабидо (исп. Andrés Sabido; род. 13 ноября 1957, Мадрид) — испанский футболист, игравший на позиции защитника.

## Клубная карьера
Профессиональную карьеру начал в 1977 году за команду «Реал Мадрид», в которой провел пять сезонов, приняв участие в 73 матчах чемпионата. За это время в составе «сливочных» трижды завоевывал титул чемпиона Испании, дважды становился обладателем кубка Испании.
В течение 1982-1985 годов защищал цвета команды клуба «Мальорка».
Завершил профессиональную игровую карьеру в клубе «Осасуна», за команду которого выступал на протяжении 1985-1988 годов.

## Достижения

### «Реал Мадрид»
- Чемпион Испании: 1977/1978, 1978/1979, 1979/1980
- Обладатель Кубка Испании: 1979/1980, 1981/1982